# Don Alden Adams
Don Alden Adams (Oak Park, 16 de janeiro de 1925 – 30 de dezembro de 2019) foi um religioso americano. Foi presidente da Sociedade Torre de Vigia de Bíblias e Tratados (2000–2014), a principal entidade corporativa das Testemunhas de Jeová.

## Biografia
Nascido em 16 de janeiro de 1925 em Oak Park, Illinois, Don Adams cresceu em uma família numerosa, originalmente ligada à Igreja Episcopal. Sua mãe demonstrou interesse pelas Testemunhas de Jeová e, gradualmente, os filhos passaram a se interessar. Seu pai, a princípio desinteressado, envolveu-se posteriormente em um caso legal quando um dos irmãos mais novos de Don não obteve isenção do serviço militar, vindo a tornar-se membro.
Após atuar como pregador em tempo integral, Adams foi convidado, no final de 1944, a servir na sede mundial das Testemunhas de Jeová, no Brooklyn, Nova Iorque, onde passou a atuar como secretário do então presidente da Sociedade, Nathan H. Knorr. Na década de 1960, serviu diretamente sob a supervisão do Corpo Governante como superintendente de zona, visitando diversos países para inspecionar filiais e reunir-se com missionários das Testemunhas de Jeová. Posteriormente, Adams passou a dirigir as atividades missionárias mundiais e atuou no "Comitê do Lar de Betel".
Em 2000, o New York Daily News descreveu Adams como "um antigo membro da sede mundial em Brooklyn Heights". O The Washington Post o caracterizou como "um veterano de 50 anos da organização", o que foi reiterado em publicações subsequentes. Adams também serviu no Comitê de Publicação.

## Presidência da Sociedade Torre de Vigia
Adams, um ajudante do Corpo Governante, tornou-se presidente da Sociedade Torre de Vigia após a saída do membro do Corpo Governante Milton George Henschel do cargo, em 2000. Naquele ano, os membros do Corpo Governante renunciaram aos cargos executivos nas corporações das Testemunhas de Jeová, embora o periódico Christianity Today tenha informado que o Corpo Governante continuaria exercendo sua função de supervisão.
A presidência de Adams teve caráter administrativo e não se considera que ele tenha exercido influência significativa sobre o ministério da organização, diferentemente de presidentes anteriores da Sociedade Torre de Vigia. Seu irmão, Joel Adams, foi vice-presidente da Congregação Cristã das Testemunhas de Jeová, Inc., uma corporação relacionada.
Em 2014, Adams foi sucedido por Robert Ciranko na presidência da Sociedade Torre de Vigia. Morreu em dezembro de 2019, aos 94 anos.